# Shaman giáo Hàn Quốc

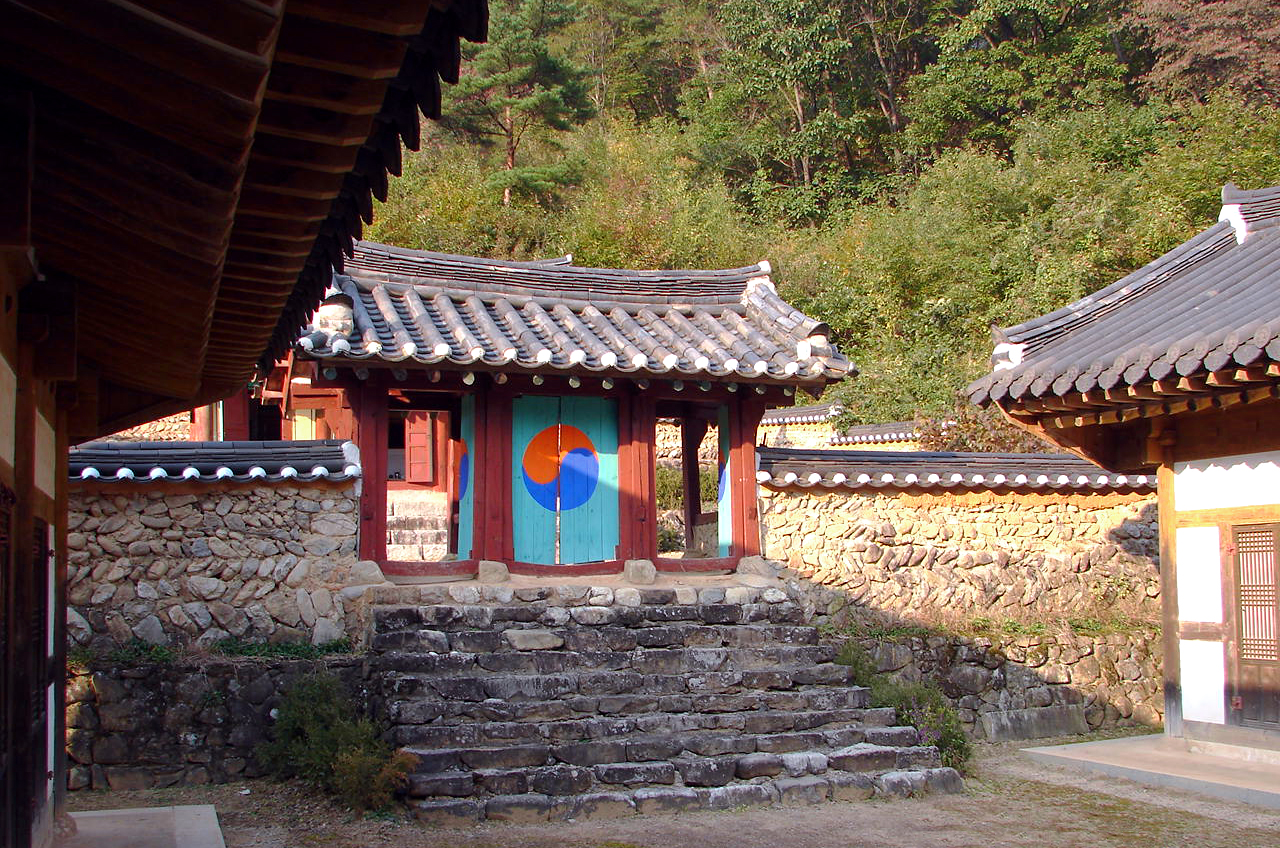
Isanmyo, một đền Sin giáo được xây dựng vào 1925 để thờ bốn vị vua Dangun, Taejo, Sejong và Gojong. Nó là một trong những ngôi đền shaman còn tồn tại ở Hàn Quốc.

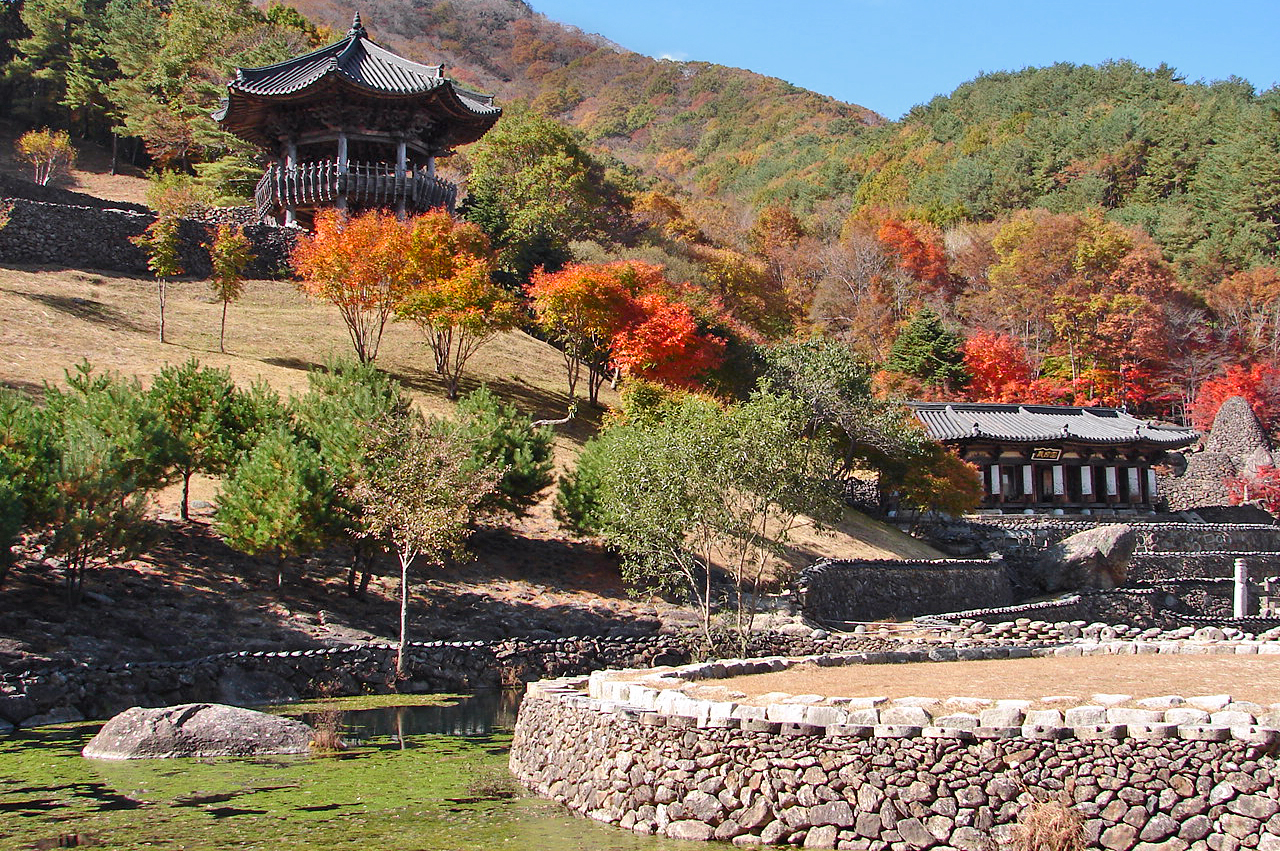
Khuôn viên của Samseonggung, một đền thờ Hwanin, Hwanung, và Dangun.

Shaman giáo Triều Tiên, còn được gọi là Mu giáo (tiếng Hàn Quốc: 무교 Mugyo "mu [pháp sư] giáo") hoặc Sin giáo (신교 Singyo "thần giáo (神)", là tôn giáo dân tộc là của Triều Tiên và người Triều Tiên. Mặc dù sử dụng đồng nghĩa, hai thuật ngữ này không giống hết nhau: Jung Young Lee mô tả Muism như một hình thức của Sinism - shaman truyền thống trong tôn giáo. Tên khác cho tôn giáo này là Sindo (Tiếng Triều Tiên: 신도, chữ Hán: 神道 "Thần đạo"), Sindo giáo (Tiếng Triều Tiên: 신도교, chữ Hán: 神道敎 Sindogyo "Thần đạo giáo"), Gosindo (Tiếng Triều Tiên: 고신도, chữ Hán: 古神道 "Cổ Thần Đạo"), và Pungwoldo (Hanja: 風月道 "Phong Quang Đạo"). Nó xấp xỉ 5-15 triệu tín đồ.
Trong ngôn ngữ Triều Tiên hiện đại các pháp sư hoặc mu (Hanja: 巫) được biết đến như một mudang (Hangul: 무당 Hanja: 巫堂) nếu là nữ hoặc baksu nếu là nam, mặc dù khác tên và thuật ngữ được sử dụng. Tiếng Hàn vu "pháp sư" đồng nghĩa với Tiếng Trung Quốc wu, trong đó xác định cả thầy tế nam và nữ. Vai trò của mudang là hoạt động trung gian giữa linh hồn hoặc thần linh, thông qua gut (nghi lễ), tìm cách giải quyết vấn đề trong sự phát triển cuộc sống con người.
Trung tâm của đức tin là niềm tin vào Haneullim hoặc Hwanin, nghĩa là "nguồn gốc của tất cả", và của tất cả các thần trong tự nhiên, thần tối thượng hoặc tâm cao. Mu là thần thoại được mô tả như là con cháu của "Vua trên trời", con của "Thánh Mẫu [của Vua trên trời]", với sự trao quyền thường bạn xuống cho dòng dõi hoàng tộc nữ. Tuy nhiên, các thần thoại khác liên kết di sản của đức tin truyền thống đến Dangun, con trai của Vua trên trời và khởi tạo của dân tộc Hàn Quốc.
Mu giáo Hàn Quốc có điểm tương đồng với Vu giáo Trung Quốc, Thần đạo Nhật Bản và truyền thống tôn giáo của Xibia, Mông Cổ, và người Mãn. Như đã nhấn mạnh bởi các nhà nghiên cứu nhân học, thần tổ tiên Đàn Quân của Triều Tiên có liên quan đến Ural-Altaic Tengri "Thiên đường", các pháp sư và hoàng tử. Ở nhiều tỉnh ở Triều Tiên các pháp sư vẫn còn được gọi là dangul dangul-ari. Mudang cũng tương tự như miko của người Nhật và Ryukyuan yuta. Mu giáo đã ảnh hướng đến tôn giáo mới ở Triều Tiên, như Cheondo giáo và Jeung San Do. Theo nhiều nghiên cứu xã hội học, nhiều nhà thờ Kitô hữu ở Triều Tiên sử dụng các thông lệ từ Shaman giáo.

## mu(무)
Từ Triều Tiên mu được cho là có cùng nguồn gốc với tiếng Trung wu, xác định một tư tế-Saman giáo của cả hai giới. Ngôn ngữ và văn hóa Triều Tiên đã phát triển một thuật ngữ riêng cho mình: đã có trong bản thảo Hoàng gia Triều Tiên, mudang được sử dụng thay vì mu. Ngoài ra mudang dường như nó có nguồn gốc từ tiếng Trung, và ban đầu có nghĩa là "bàn thờ [hoặc đền] của mu" và không phải là người. Một từ nguyên học khác giải thích mudang như bắt nguồn trực tiếp từ Uralo-Altaic thuật ngữ utagan hoặc utakan, cho nữ pháp sư ở Trung Á. Từ Triều Tiên 'Mu" nghĩa là "Thiên đường" của vùng đất Mago (Samshin, Chúa Ba Ngôi). Các tư tế Mu (Heaven) là Muin(巫人) của pháp sư. Sư trong pháp sư là nghĩa của muin (người) của Suri (một trong ba ngôi).
Mudang được sử dụng hầu hết cho pháp sư nữ, tuy nhiên không phải hoàn toàn. Mu nam Triều Tiên được gọi bằng nhiều tên khác nhau, như sana mudang (nghĩa là "mudang nam") trong vùng Seoul, hoặc baksu mudang, ngắn gọn là baksu ("bác sĩ", "thầy thuốc") trong vùng Pyongyang. Có lý do để tin rằng baksu được chỉ định cho pháp sư nam cổ xưa, và giống như sana mudang hoặc baksu mudang được hình thành do sự phổ biến của pháp sư nữ trong thế kỉ qua. Baksu có thể đến từ sự thích ứng với Hàn Quốc của tên các pháp sư nam Ural-Altaic, như baksi, balsi hoặc bahsih. Mudang không phải là người của shaman. Mu nghĩa là "Thiên đường" và sự tôn trọng đối với Thiên đường. Đó là một nghi lễ tôn giáo từ Triều Tiên cổ đại. Dang được coi là Dangun (vua của nước Dan) hoặc Tenguri (Vua từ trời, Thiên Vương hoặc Thần), nhưng Dang(堂) là nơi của Thiên Vương (天神) đến trái đất lần đầu tiên. Nó được tưởng nhớ như Cây đại thụ của Wongsang, với nghĩa là Thần sắp đến và Cây (神壇樹), đó là ý nghĩa của "Cây sự sống" trong Kinh thánh. Vì thế, Mudang là sự tôn trọng nơi thượng đế giáng xuống trần thế. Dang là một chỗ bí mật của thượng đế và là biểu tượng truyền thống của hệ thống tin ngưỡng Triều Tiên hơn suốt 6.000 năm.